# IEEE網際網路計算雜誌
IEEE網際網路計算雜誌（IEEE Internet Computing）為一份雙月刊行的杂志，由IEEE電腦學會（IEEE Computer Society）發行出版，涵蓋了新興和成熟的網際網路技術的各個方面。
該雜誌出版的文章主要為有關網際網路的最新事態發展、主要發展趨勢，以及新技術的應用，且提供學術研究人員和軟件人才等的網際網路發展需求之知識管道。

## 外部鏈接
- 官方网站